# The Fancy Pants Adventures
The Fancy Pants Adventures es una serie de juegos Flash gratuitos de desplazamiento lateral creado por el desarrollador estadounidense Brad Borne. Hasta ahora se han lanzado cuatro mundos. World 1 fue lanzado el 14 de marzo de 2006 y World 2 fue lanzado el 9 de enero de 2008. Después de la Comic-Con de 2009, Borne anunció que comenzaría a trabajar oficialmente en World 3. Fue lanzado el 5 de abril de 2012. EA 2D lanzó una versión de consola desarrollada por Borne y Over the Top Games para PlayStation Network y Xbox Live Arcade el 19 y 20 de abril de 2011, respectivamente. Una versión de iOS desarrollada por Chillingo, Over the Top Games y Borne Games se lanzó en la App Store de Apple el 4 de marzo de 2012. Algunos años más tarde, Brad Borne hizo una cuarta entrega, Super Fancy Pants Adventures, e introduce en su escena final después de derrotar al jefe final que es: "Continuará". Dos años después del lanzamiento del juego, Brad publicó World 4 en Newgrounds y su página web . World 4 fue Super Fancy Pants Adventures, recién adaptado a Adobe Flash. En este momento, hay tres partes del juego disponibles.

## Jugabilidad
Fancy Pants Adventures presenta a Fancy Pants Man como el personaje jugable de la serie. Es una figura de palo adolescente de dos dimensiones con cabello puntiagudo y entrecortado, que usa solo un par de pantalones de colores con forma triangular, de ahí su nombre. Su modo de juego es similar al de la franquicia Sonic the Hedgehog, en el que utiliza plataformas basadas en el impulso con la ejecución como una mecánica de juego importante. Más referencias a Sonic the Hedgehog en la serie muestra cómo algunos diseños de niveles (como los "Tubos S") se centran en el impulso, aumentando el impulso rodando por una pendiente, y cómo los coleccionables son esenciales para la salud del jugador además de proporcionar una vida extra por cada cien recolectados. Al igual que en Sonic, puedes perder objetos coleccionables, aquí llamados "garabatos", cada vez que recibes daño, pero por el contrario, solo pierdes el 5% de tu salud y la colección total de garabatos. Otra referencia de videojuegos es de Mario, el videojuego de Nintendo, con una caja que puede ser aprovechado por debajo para liberar varios garabatos, y el código fuente refiriéndose a los garabatos como "monedas". El hogar de Fancy Pants Man es Squiggleville, una pequeña ciudad rural dirigida por el alcalde (presentada por primera vez en el mundo 2). El alcalde se presenta más en el mundo 3. Los jugadores guían a Fancy Pants Man a través de niveles abiertos que presentan obstáculos que superar y enemigos que evitar o derrotar. Estos enemigos incluyen arañas, caracoles y ratones armados con pistolas. Los enemigos pueden ser derrotados saltando sobre ellos y aplastados por Fancy Pants Man, quien también puede lanzarlos para realizar un salto aumentado. El mundo 2 introdujo al enemigo caracol, que se retrae en su caparazón cuando se sube, después de lo cual puede ser pateado para aturdir a otros enemigos.. Originalmente, la concha de caracol era simplemente una característica novedosa en el Mundo 2 manifestación; sin embargo, durante el desarrollo, los probadores BETA hicieron un juego de llevar la concha de caracol a lugares difíciles de alcanzar. Brad usó esto como inspiración para incorporar "Snail Shell Golf" que agrega rejugabilidad al Mundo 2 al permitir que el jugador obtenga acceso a pantalones de diferentes colores para el personaje jugable. Es posible ganar un combo manteniendo la concha de caracol en el aire. Ambos mundos de Fancy Pants Adventures contienen diferentes tipos de pequeños trofeos que se pueden recolectar mientras se juega.. Al final de cada mundo de Fancy Pants Adventures, los jugadores luchan contra un jefe. En el mundo 1, el jefe es un pingüino enojado, sobre quien Fancy Pants Man cae accidentalmente y se despierta de dormir. Esta es la extensión de la historia en el Mundo 1, mientras que el Mundo 2 tiene una trama más significativa. En el Mundo 2, un conejo enojado roba el helado de Fancy Pants Man. Los jugadores deben perseguir y finalmente derrotar al conejo en una confrontación al final del juego para reclamar el helado. En el Mundo 3 , su hermana, Cutie Pants, es secuestrada por piratas porque derrota a su capitán. Luego la convierten en su nueva capitana. La primera vez que Fancy Pants intenta traerla de regreso, ella no quiere irse y ha asumido el papel de "Princesa Pirata". La segunda vez, sin embargo, acepta volver a casa, porque vio ninjas y los piratas odian a los ninjas..
Un movimiento secreto, el salto de pared, se obtuvo en el mundo 1, nivel 1 como un powe-up secreto de un pozo que el jugador recorre a través de una caja de cartón, y Borne notó que todavía era un trabajo en progreso. Poco después de obtener el salto de pared, el jugador tuvo que emplear sus usos de inmediato para evitar una muerte inevitable por el pozo de tinta que se llenaba lentamente. El salto de pared se convirtió en un movimiento oficial disponible en el creciente repertorio de movimientos de World 2 . Esto se mostró por primera vez en una demostración que Borne puso a disposición en Newgrounds el 13 de marzo de 2007. En el Mundo 3, se obtiene el lápiz de Borne, que usa como una espada.
En las aventuras de Fancy Pants para las consolas, hay algunas adiciones nuevas al juego. Estos incluyen la capacidad de nadar, que incluye poder patear superficies planas mientras está bajo el agua, y la capacidad de usar un arma más adelante en el juego, que presenta un ataque que se puede cargar. El juego presenta un modo de historia principal, en el que el jugador debe salvar a su hermana, Cutie Pants, que ha sido secuestrada por una banda de piratas que la convierten en su capitana. Cada nivel contiene dos salas de bonificación, un 'Micro-Trial', en el que los jugadores deben perseguir rápidamente una línea de garabatos amarillos y estrellas, que desbloquean contenido adicional, incluidos remakes de los dos primeros mundos. El juego también cuenta con multijugador local y en línea para hasta cuatro jugadores, así como varios desafíos. Jugar a través del juego permite al jugador desbloquear sombreros, pantalones y armas para personalizar la apariencia de su personaje.

### Menús
Los menús de cada juego son interactivos, es decir, los usuarios controlan a Fancy Pants Man a través de ellos mismos exactamente como los niveles del juego. Los menús contienen cuadros de los cuales saltaban desde abajo para cambiar los colores de los pantalones o para ver los trofeos recolectados, así como enlaces al sitio de Brad Borne y al sitio de Armor Games. También sirven como selectores de nivel para el juego.
El jugador comienza el Mundo 1 en un pasillo oscuro, luego ingresa al menú a través de una puerta. En World 2, antes de que aparezca el menú, los créditos de apertura y el logotipo de Armor Games se desplazan hacia arriba, con la opción de omitir los créditos. El menú se abre con instrucciones en la esquina superior izquierda de la pantalla. En el mundo 3, comienza con Fancy Pants Man en su cama cuando de repente el alcalde llega y habla con él. Entonces Fancy Pants Man salta de la cama y comienza el entrenamiento. En Super FPA, en realidad no hay menús. En cambio, comienza en la habitación de Fancy Pants Man después de que una tormenta deforma el paisaje a su alrededor. Para ascender a diferentes niveles, los jugadores deben pausar el juego y hacer clic en el mapa que se desbloquea después de vencer al segundo jefe.

## Desarrollo
La serie Fancy Pants Adventures fue creada por Brad Borne, quien previamente había creado juegos con la ayuda de Mark Fleig Jr. Fleig proporcionó todos los gráficos por computadora en sus colaboraciones. Los juegos anteriores proporcionaron experiencia y permitieron diseños más complejos. Antes de usar Macromedia Flash, Borne había experimentado con el lenguaje de programación TI-BASIC en una calculadora gráfica TI-86 . Su primera implicación con el software de Macromedia fue la animación stop motion. La experiencia de stop motion se basó en el guion de acción de Flash, utilizado para crear videojuegos, lo que generó un mayor interés y, finalmente, Borne sintió que "sabía lo suficiente para hacer algo que [él] pensaba que valía la pena jugar". A pesar de no tener experiencia en arte, Borne creó los gráficos para Fancy Pants Adventures él mismo, lo que resultó en un estilo gráfico "esquemático".El jefe pingüino del Mundo 1 se llamaba originalmente "Pauly Penguin" y fue creado por uno de los amigos de Borne, Paul Downs.
Después del lanzamiento de World 1, Borne comenzó a trabajar como autónomo, pero declaró en una entrevista que ve sus propios proyectos como un pasatiempo y que no "se deja consumir por el proceso tanto como solía hacerlo".  Según Borne, "Los trofeos eran [su] forma de dar un guiño a algunos artistas de Flash cuyo trabajo [él] realmente disfrutaba". En el World 1 , estos trofeos se encuentran dentro de los niveles estándar o al final de un nivel simple. Varios trofeos del World 1 representan los trabajos en progreso del propio Borne. En World 2, sin embargo, el desarrollador trabajó directamente con el artista en cada trofeo representado para diseñar un nivel único para obtener ese trofeo..
Bornegames es el centro del trabajo y el blog de Borne, que rápidamente se convirtió en una parte integral del proceso de prueba beta. Con el lanzamiento regular de nuevas versiones beta que ningún otro sitio web tenía, los jugadores que visitan el sitio actúan como probadores beta e informan errores de software. Se convirtió en el eje central de las últimas actualizaciones de errores y beta. Borne también ha utilizado su blog para publicar preguntas y videos de respuesta para responder a las preguntas enviadas por los fanáticos, también ha publicado un video "Behind the Fancy Pants", así como una "Guía oficial de golf de Snailshell". En mayo de 2008, Borne completó un conjunto de movimientos y diseño de personajes de Fancy Pants Man para el juego de lucha Newgrounds Rumble. En Newgrounds Rumble, Fancy Pants Man supuestamente fue invitado a tomar un helado gratis en el mundo de Newgrounds hasta que descubrió que era una configuración para la venganza de los otros personajes del universo de Newgrounds. Newgrounds no apreciaba los juegos de "niños" a diferencia de los juegos de matar, disparar, violentos, etc. Más tarde, Fancy lucha contra personajes como S'asshole, Hank, P-bot, Nene y la mascota de Newgrounds, Pico. Durante la etapa de Pico y Nene, el rival de Pico, Piconjo, se une al lado de Fancy. Más tarde, Fancy intenta averiguar de quién fue la idea.

### World 1
World 1 fue la primera entrega de la serie Fancy Pants Adventure. Fue creado por Brad Borne y lanzado el 14 de marzo de 2006. Es un juego de plataformas que se centra en la velocidad y el impulso. World 1 también presenta varios trofeos, metas laterales (garabatos y estrellas) y una variedad de colores y estilos de pantalones para que el jugador se los pruebe. La música del juego está compuesta por Geier Arnold. World 1 no parece tener una trama, aparte de Fancy Pants Man corriendo por el mundo y accidentalmente despertar a un pingüino enojado de su siesta.

### World 2
Esta es la segunda entrega de la serie Fancy Pants Adventure. Fue lanzado el 9 de enero de 2008. Esta entrega incluyó nuevos movimientos junto con más trofeos, colores de pantalones y etapas de bonificación para que el jugador las descubra.
Historia
La historia comienza con Fancy Pants Man jugando un juego de Snail Shell Golf. Al completar el minijuego, el alcalde de Squiggleville parece recompensar a Fancy Pants Man con un cono de helado. Antes de que pueda disfrutar de su recompensa, aparece un conejo enojado y le roba el cono de helado a Fancy Pants Man. El alcalde informa a Fancy Pants Man que debe recuperar el helado; "Por el bien de la humanidad, la justicia, y para que el Mundo 2 tenga una trama significativa". Luego se sumerge en el hoyo de golf detrás del conejo. Después de superar los 6 niveles y los 6 niveles adicionales (cada uno dedicado a una persona que ayudó a Brad Borne en la creación del juego), Fancy Pants Man entra en The Angry Rabbit's Rabbitty Hideout (una posible referencia al Partenón). Los dos pronto se involucran en una pelea de jefes. Durante la pelea, el Conejo enojado a veces arroja arañas y un caracol. El caracol puede usarse como un método de ataque para aturdirlo. Después de la derrota del conejo, Fancy Pants Man finalmente puede recuperar su helado.

### World 3
La tercera entrega de The Fancy Pants Adventures fue lanzada el 5 de abril de 2012. Una edición beta estaba disponible antes del lanzamiento en bornegames.com para que cualquiera la probara. También hay un nuevo personaje en este juego y nuevos enemigos. En esta entrega, la hermana pequeña de Fancy Pants Man, Cutie Pants Girl, es secuestrada y Fancy Pants Man tiene que salvarla. World 3 presenta nuevos elementos a la serie, como natación, combate mediante el uso de un lápiz con forma de espada, animaciones mejoradas, nuevos movimientos como una patada en la pared y nuevos enemigos. World 3 también se lanzó para dispositivos iOS el 4 de marzo de 2012 y para Android el 22 de mayo de 2017.

### World 1 Remix
El remake de The Fancy Pants Adventures World 1, lanzado el 14 de mayo de 2014, presentó el motor AS3 en la serie. Agrega un cuarto nivel al juego, junto con un nuevo jefe: The Pencil (o Brad Borne). También agregó sombreros, de la versión de consola, y patrones de pantalones (también con colores). El juego presenta claves adquiribles, llamadas Fancy Keys, para apoyar el desarrollo de The Fancy Pants Adventures. Una llave normal desbloqueará todas las puertas de llave en el Remix, mientras que la Fancy Key y superior actúa como un pase de temporada y desbloquea las puertas de llave en el Remix y cualquier mundo futuro. Al igual que World 1, no hay mucha trama. Sin embargo, Brad Borne; en forma de lápiz gigante hace sus apariciones al azar en el juego. Aparece en el Nivel 3, donde lo destruye después de decir "Meh, a nadie le gustó el Nivel 3 ...", y aparece como el jefe, usando su lápiz para intentar derrotar al jugador.

### The Fancy  Pants Adventures (Consola)
El 10 de noviembre de 2010, el creador de la serie Brad Borne lanzó un video en su sitio web y en YouTube anunciando una versión de consola de The Fancy Pants Adventures para Xbox Live Arcade y PlayStation Network. El juego fue una colaboración entre Borne Games y el estudio de desarrollo Over the Top Games, y fue publicado por Electronic Arts, bajo la etiqueta EA2D de la compañía. Las nuevas características incluyen un modo de dos a cuatro jugadores y un nuevo conjunto de niveles, así como Los mundos 1 y 2. El juego fue lanzado el 19 de abril de 2011 para PlayStation Network y el 20 de abril de 2011 para Xbox Live Arcade. 
Borne explicó en una pregunta frecuente en su sitio web que el juego de consola no es el Mundo 3 , pero el Mundo 3 es una especie de devolución del juego de consola.
También incluyó más combates en el juego, el jugador gana un "lápiz" para el que se puede personalizar el aspecto. El jugador puede cargar ataques, iniciar combos y competir en desafíos multijugador; a diferencia de la versión gratuita para PC.

### Super Fancy Pants Adventure
La cuarta entrega principal de The Fancy Pants Adventures se anunció el 18 de julio de 2017  y originalmente se planeó lanzarla en Steam en agosto de 2017;  sin embargo, debido al lanzamiento tardío en desarrollo, se retrasó hasta septiembre de 2017. Finalmente se lanzó el 20 de septiembre de 2017. Cuenta con 56 niveles, la mayor cantidad de niveles de cualquier juego de la serie, y un nuevo arma de bolígrafo de tinta que es una versión más avanzada del lápiz de World 3 . El 24 de enero de 2018, el juego también se lanzó en iOS y Android. El juego se puede comprar en la App Store por $ 4,99 y descargar en la PC y Mac por $ 3,5.aprox

## Recepción
Los juegos de Fancy Pants Adventures recibieron una reacción positiva de los críticos de los videojuegos y "atrajeron multitudes en sitios como Newgrounds y Armor Games". Ambos mundos han aparecido en numerosos artículos de "Mejores juegos"; en sitios que incluyen TechCult, ExtremeTech,  y GamesRadar +.
En mayo de 2011, World 1 se ha jugado alrededor de 7 millones de veces en Armor Games, casi 7,8 millones de veces en Addicting Games y más de 2,3 millones de veces en Kongregate. World 2 se ha jugado más de 14,8 millones de veces en Armor Games, más de 17,8 millones de veces en Addicting Game y más de 5 millones de veces en Kongregate. World 2 también ganó el premio Newgrounds Tank 2008 al Mejor Juego Flash,  y es el quinto juego Flash más jugado de 2008 en la red de publicidad de juegos Flash Mochi Media. El juego también fue nominado para Nick's Most Addicting Games Showdown.
IGN le dio a The Fancy Pants Adventures una puntuación de 7.5, elogiando su estilo de juego parkour, pero criticando la inclusión de armas y la falta de caída en el modo multijugador.